# Kołbaskowo
Kołbaskowo (tysk: Colbitzow) er en landsby i det vestlige Polen, i zachodniopomorskie voivodskab (Stettin Byområde) med 410 (2006) indbyggere.

## Transport
- Motorvej A6 til Szczecin (Stettin) og videre til Goleniów og Świnoujście – vej nummer S3
- Motorvej A6 (Polen) og videre motorvej A11 (Tyskland) over Penkun til Berlin
- vej nummer 13 til Szczecin over Przecław (Kołbaskowo Kommune)
- vej nummer 13 (Polen) til Rosówek og videre – vej nummer 2 (Tyskland) til Schwedt over Gartz (Oder)
- vej til Pargowo over Moczyły og Kamieniec
- vej til Bobolin over Smolęcin og Barnisław
- 81 bybusser til Szczecin

## Natur (omegn) og turisme
- Naturreservat: polsk: Rezerwat Wzgórze Widokowe nad Międzyodrzem
- Kirke (13. århundrede) i Kołbaskowo

## Byer ved Kołbaskowo
- Police
- Gryfino
- Szczecin
- Penkun (Tyskland)
- Gartz (Oder) (Tyskland)

## Landsbyer ved Kołbaskowo
- Przecław (Kołbaskowo Kommune)
- Pargowo
- Moczyły
- Kamieniec
- Smolęcin
- Barnisław
- Bobolin
- Siadło Górne
- Siadło Dolne
- Kurów (Kołbaskowo Kommune)
- Ustowo
- Rajkowo
- Ostoja
- Lubieszyn (ved Police)
- Rosow (Tyskland)